# Sara Beysolow Nyanti
Sara Frances Beysolow Nyanti, née en 1968, est une experte en développement international, pasteure libérienne et depuis février 2024, ministre des Affaires étrangères du Libéria (en) . Elle a plus de 20 ans d'expérience professionnelle. Elle a été Secrétaire générale adjointe des Nations Unies de décembre 2021 jusqu'à sa retraite en juillet 2023. 

## Jeunesse et éducation
Nyanti est l'aînée des sept enfants de Winston E. Beysolow et Frances Hayes. Sa mère a occupé plusieurs emplois pour subvenir aux besoins de ses enfants. Elle a fréquenté le College of West Africa (en) et l'Université Cuttington. Elle est titulaire d'une maîtrise en administration publique de la New Charter University (en) aux États-Unis et termine un doctorat en leadership transformationnel.

## Carrière
Nyanti a occupé des postes de direction au sein du ministère libérien de la Santé (en) de 1999 à 2003, notamment celui de directeur du Programme national de lutte contre le sida. Elle a rédigé la première subvention du pays au Fonds mondial pour financer la lutte contre le paludisme, le VIH et la tuberculose. Pendant les périodes de conflit et de gouvernement de transition, Nyanti a travaillé pour les Nations Unies au Libéria,.
De 2005 à 2009, Nyanti a travaillé pour l’ONU au Népal, avant de devenir conseillère de l’UNICEF sur le VIH/SIDA auprès des représentants en Namibie et au Kenya en 2009. Elle a été chef du bureau de l'UNICEF à Lagos de 2015 à 2015. Elle a été représentante de l'UNICEF en Gambie de 2015 à 2017 et au Yémen de 2019 à 2020,. En janvier 2021, elle a été nommée coordonnatrice résidente des Nations Unies au Népal.
Nyanti a joué un rôle clé dans la réponse à l’épidémie de maladie à virus Ebola au Nigéria et a été un leader dans la réponse internationale à la pandémie de COVID-19. Depuis 2019, elle est la Libérienne la plus haut placée à l’ONU.
En novembre 2021, elle a animé la deuxième journée du quatrième Forum mondial annuel des femmes dirigeantes politiques (en) de Reykjavik, soulignant la nécessité pour l'égalité des sexes de passer de la politique à l'action.
En décembre 2021, le Secrétaire général de l'ONU, António Guterres, a nommé Nyanti Représentant spécial adjoint, Coordonnateur résident et Coordonnateur humanitaire au Soudan du Sud (MINUSS) et Coordonnateur résident au Soudan du Sud, succédant à Alain Noudéhou (en) du Bénin. Le rôle est celui de secrétaire général adjoint. Nyanti dirigera les efforts de l’ONU en matière de redressement et de stabilisation dans le pays le plus récent du monde.

## Service communautaire et activisme
Nyanti est un révérend ordonné et un ministre de l'église baptiste Zion Grove à Brewerville, à l'extérieur de Monrovia,. En octobre 2020, elle a prêché à la Convention missionnaire et éducative baptiste du Libéria et a exprimé sa déception face au « silence flagrant des confessions de diverses églises pour se lever et parler contre les maux de la société au Libéria »,. Elle a parlé et écrit sur la violence sexuelle au Libéria.
En 2014, Nyanti a fondé une ONG, The Development Brokers, qui gère le Mouvement social pour le changement (SM4C) pour changer les communautés pauvres du comté de Montserrado. Elle a lancé deux Rainbow Community Learning Huts pour les adolescentes en réponse à l'escalade des cas de viol, chacune pouvant accueillir 30 filles qui bénéficient d'une aide à l'éducation et de conseils.
En janvier 2021, Nyanti a été nommé au conseil d'administration du Centre pour la transparence et la responsabilité au Libéria (CENTAL), la section nationale de Transparency International.
Lors des élections de 2023, Nyanti s'est présenté à la présidence du Libéria avec le parti de la Ligue de libération africaine.

## Vie personnelle
Nyanti est mariée à Stephen Joeboe Nyanti et a des enfants et des petits-enfants. Elle est féministe et, lors de sa nomination à l'ONU au Népal, elle a nommé les nombreuses femmes libériennes qui l'ont inspirée.

## Publications
(juin 2025).
- Shuaib, Gunnala, Musa et Mahoney, « Ebola virus disease outbreak—Nigeria, July–September 2014 », MMWR. Morbidity and Mortality Weekly Report, vol. 63,‎ 2014, p. 867–872 (PMID 25275332, PMCID 4584877)
- Maduka, Nzuki, Ozoh et Tweneboa-Kodua, « House-to-house interpersonal communication in the containment of Ebola in Nigeria », Journal of Communication in Healthcare, vol. 10,‎ 2017, p. 31–36 (DOI 10.1080/17538068.2017.1304013, S2CID 78265029, lire en ligne)
- Sara Nyanti, Shaping Sustainable Change: The Role of Partnership Brokering in Optimising Collaborative Action, vol. 63, Routledge (no 39), 2018, 867–872 p. (ISBN 9780429822889, PMID 25275332, lire en ligne), « Dealing with Ethical Dilemmas:A Partnership Broker's Personal Perspective »